# 財部友吾
財部 友吾（たからべ ゆうご、2007年7月26日 - ）は、日本の俳優、アイドル、歌手。神奈川県出身。スターダストプロモーション新人部所属。スターダストプロモーションの男性アーティスト集団「EBiDAN」から派生した中学生ユニット・STA*Mの最年少メンバー。メンバーカラーは赤。

## 略歴
- 2015年、ダンススキルの高さからスタメンKiDSに加入。
- 2016年、スタメンKiDSのメンバーとしてデビュー。

## 出演

### テレビ
- 「警部補・杉山真太郎〜吉祥寺署事件ファイル」第4話（TBS）

### その他
- ちゃおチャンネル 恋愛ドラマバラエティー「突然ヒロイン」

## 人物
- STA＊Mの最年少メンバー。
- 愛称は「友吾にゃん」。
- メンバー内でも身長が高く、大人びているため、最年少と思われることが少ない。
- スタメンKiDSへの加入のきっかけになったほどダンスのレベルが高く、ファン以外からも定評がある。
- 大のゲーム好きで、メンバーで唯一ゲーム実況をやった経験がある。
- 現在、受験のため、インスタグラムの更新やイベントの出演を控えており、実質活動停止中である。